# Severna Tirolska
Severna Tirolska (nemško Nordtirol) obsega večji, osrednji del avstrijske zvezne dežele Tirolska z glavnim mestom Innsbruck kot središčem in sicer v zahodnem, precej zoženem delu države. Drugi del te zvezne dežele je Vzhodna Tirolska, ki prav tako pripada Avstriji, vendar nima skupne meje s Severno Tirolsko.
Poleg teh dveh regij je zgodovinska regija Tirolska dolga stoletja vključevala Južno Tirolsko in zgodovinsko regijo Trentinsko. Po prvi svetovni vojni jo je mirovna pogodba razdelila med Avstrijo (današnja avstrijska zvezna dežela Tirolska) in Italijo. S tem sta bili Severna Tirolska in Vzhodna Tirolska dejansko odrezani druga od druge. Po prvi svetovni vojni je prišlo do resnega gibanja za združitev Severne Tirolske z Bavarsko. Od leta 1972 dalje se dežela uradno imenuje Trentino-Alto Adige/Südtirol (dobesedno: Trentinsko - Zgornje Poadižje/Južna Tirolska).
Severna Tirolska meji na zvezno deželo Salzburg na vzhodu, ki jo kot nekakšen koridor teritorialno povezuje s Predarlsko na zahodu, na severu z nemško zvezno deželo Bavarsko, s katero je tudi prometno najbolje povezana, na jugozahodu na švicarski kanton Graubünden (Grischun/Grigioni) in Južno Tirolsko (Trentino-Alto Adige/Südtirol) v Italiji na jugu. Največje mesto celotne regije je Innsbruck.